# Спасский уезд (Тамбовская губерния)
Спа́сский (Беднодемьянский) уезд — административно-территориальная единица Тамбовской и Пензенской губерний, существовавшая в 1780—1928 годах. Уездный город — Спасск. В настоящее время территория уезда находится в пределах Республики Мордовия и Пензенской области.

## География
Наибольшие протяжения уезда от севера к югу — 85 вёрст (91 км), от запада к востоку — 70 верст (75 км). Граничил: на севере с Темниковским уездом, на западе с Елатомским и Шацким, на юге с Моршанским уездом Тамбовской губернии, на юго-востоке с Керенским, на востоке с Наровчатским и Краснослободским уездами Пензенской губернии.
Границу с Моршанским уездом составляет река Выша, прочие границы межевые. Площадь уезда 3573 вёрст² или 372187 десятин (4066 км²). Поверхность большей частью ровная, местами холмистая и с оврагами; более заметны цепи холмов в направлении от севера к югу на западе и на востоке уезда, которые отмечают водоразделы по левую и по правую стороны реки Вад.
В 1926 году площадь уезда составляла 8 546 км²

### Геология
Геологическое строение уезда малоизвестно. По старым наблюдениям уезд отнесён к меловой формации. Давно найдена была в уезде железная руда, и на севере, около границы Темниковского уезда разрабатывалась при бывшем Виндреевском посессионном чугуноплавильном заводе, давно прекратившем свою деятельность. Был найден серный колчедан. Преобладают в уезде почвы (по местному названию) иловато-песчаные, на песчаной или на глинистой подпочве, на востоке и юго-востоке уезда; в полосе, ближайшей к Пензенской губернии, встречаются площади неглубокого чернозёма и плодородного суглинка.

### Реки
Главная река уезда Вад, протекающая от южной оконечности его до северной, в средней его полосе, и впадающая в Темниковском уезде в реку Мокшу. Другие значительные реки: Парца с притоком Виндреем, впадающая в Вад с правой стороны, и Выша (правый приток Цны). Весь уезд принадлежал к бассейну реки Оки, правой её стороны. В северных частях уезда река Вад и отчасти Парца служили весной для сплава леса.

### Климат
О климате уезда ничего в точности не известно, так как метеорологических наблюдений доселе не производилось и не производится. Можно только с уверенностью сказать, что климат Спасского уезда значительно суровее и влажнее, чем в южных частях Тамбовской губернии, вследствие общего склона площади уезда к северу, обилия лесов и болот.

### Леса
В лесах уезда преобладали хвойные породы — сосна и ель, из лиственных — берёза и осина, второстепенные породы — дуб, липа, вяз, на низменных местах — чёрная ольха и ива (тальник). Главные покосы по реке Ваду были среди лесов и давали большей частью грубое сено. В лесах было много медведей и волков.

## История
Уезд образован в 1779 году в составе Тамбовского наместничества (с 1796 года — Тамбовской губернии).
Декретом  ВЦИК  «Об изменениях  в  составе  Тамбовской губернии» от 4 января 1923 г. уезд передан в состав Пензенской губернии.
В 1925 году в состав уезда вошли территории упразднённых Керенского и Наровчатского уездов. 
Декретом ВЦИК от 7 сентября 1925 г., утвержденным Постановлением ЦИК СССР от 18 сентября 1925 г., город Спасск был переименован в Беднодемьянск, а уезд — в Беднодемьянский. 
В 1928 году Беднодемьянский уезд был упразднён, на его территории образован Беднодемьянский район Мордовского округа Средне-Волжской области.

## Население
По данным переписи 1897 года в уезде проживало 121 366 чел. Сельское население размещается в 117 селах и деревнях и по отдельным усадьбам частных землевладельцев. Наибольшая часть населённых пунктов уезда принадлежит восточной его полосе, в особенности вокруг города Спасска. К западу от этой полосы примыкает обширная площадь казённых лесов, за которой, на северо-западе уезда, опять довольно заселённая местность. Средняя величина селений — более 1000 душ. Племенной состав населения: мордва (рода мокшан) около 53 % (в 46 селениях), русские около 45 % и татары около 2 % (по сведениям 1894 г.). В числе русских считается прежняя мещера (4 селения на юге уезда: Кирилово, Сядемна, Красная Дуброва и Выша). Преобладают православные; раскольников около 2700 (главным образом, приемлющие священство, немного беспоповцев и иудействующих), магометан более 2000.
Постройки в уезде почти исключительно деревянные, но благодаря обилию леса — крестьянские избы в уезде несколько выше по сравнению с южными степными уездами губернии; кроме того, многие имеют деревянные крыши.
По итогам всесоюзной переписи населения 1926 года население уезда составило 417 161 человек, из них городское — 25 792 человек.

## Населённые пункты
В 1893 году в состав уезда входило 113 населённых пунктов, наибольшие из них:
- г. Спасск — 7241 чел.;
- с. Ачадово — 2150 чел.;
- с. Виндреевский завод — 2140 чел.;
- с. Красная Дуброва — 2339 чел.;
- с. Кажлодка — 2076 чел.;
- с. Кириллово — 5102 чел.;
- с. Сядемка — 2410 чел.;

## Административное деление
В 1890 году в состав уезда входило 16 волостей:
| № п/п | Волость           | Волостное правление       | Число селений | Население |
| ----- | ----------------- | ------------------------- | ------------- | --------- |
| 1     | Анаевская         | с. Анаево                 | 7             | 8099      |
| 2     | Ачадовская        | с. Ачадово                | 14            | 13003     |
| 3     | Боково-Майданская | с. Боковой Майдан         | 7             | 9370      |
| 4     | Виндреевская      | с. Виндреевский Завод     | 1             | 2222      |
| 5     | Дракинская        | с. Дракино                | 4             | 6800      |
| 6     | Жуковская         | с. Жуково                 | 7             | 2183      |
| 7     | Зарубкинская      | с. Зарубкино              | 15            | 13330     |
| 8     | Кирилловская      | с. Кириллово              | 6             | 9810      |
| 9     | Липяговская       | с. Дмитриевы Липяги       | 2             | 1733      |
| 10    | Малышевская       | с. Малышево-Дуброво       | 9             | 9036      |
| 11    | Салтыковская      | с. Салтыковы Буты         | 6             | 5107      |
| 12    | Слаимская         | с. Слаим                  | 12            | 5496      |
| 13    | Спасско-Городская | г. Спасск                 | 11            | 15822     |
| 14    | Сядемская         | с. Сядемка (Богородицкое) | 4             | 6019      |
| 15    | Устьинская        | с. Усть-Парцы             | 6             | 1770      |
| 16    | Хилковская        | с. Хилково                | 10            | 3589      |

## Транспортные пути
По территории уезда проходил рельсовый путь, составлявший участок Московско-Казанской железной дороги, пролегавший в средних частях уезда, с запада на восток, с тремя станциями, из которых две были среди казённых лесов и главный груз, принимаемый ими, составляли лесные строительные материалы и дрова (до 340 тысяч пудов в год). Лесные материалы направлялись, в основном, в Москву. На станции Торбеево грузили, главным образом, хлеб и семя. В 1897 году хлебных грузов отправлено с этой станции 504 тысяч пудов. Другие грузы: пенька, канатная пряжа, мочалы и изделия из них, растительное масло, спирт, сукно, картофель, свинина, кожа невыделанная, яйца. Станция Торбево служила пунктом назначения привозных товаров для городов Спасска, Темникова и для наибольшей части их уездов (соль, керосин, крупчатка, сахар и прочее).
Для внутренних сообщений по уезду служили грунтовые полуустроенные пути. На повинности уездного земства лежали 313 вёрст трактов, бывших прежде почтовыми, остальные дороги просёлочные, полевые и лесные. В начале 1900-х годов земством были предприняты капитальные улучшения некоторых важнейших трактов.

## Медицина и образование

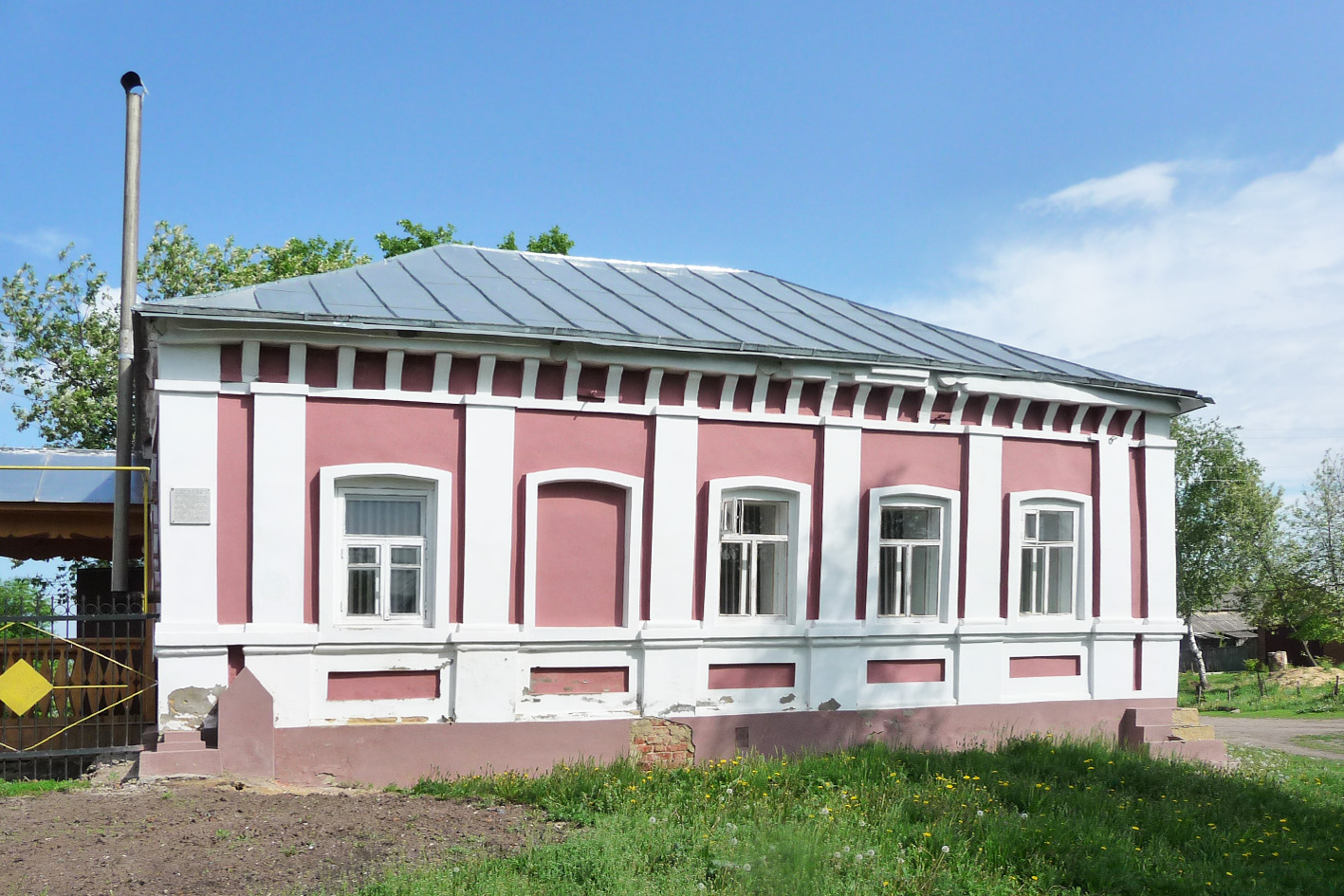
Здание бывшей церковно-приходской школы в Спасске (середина XIX века)

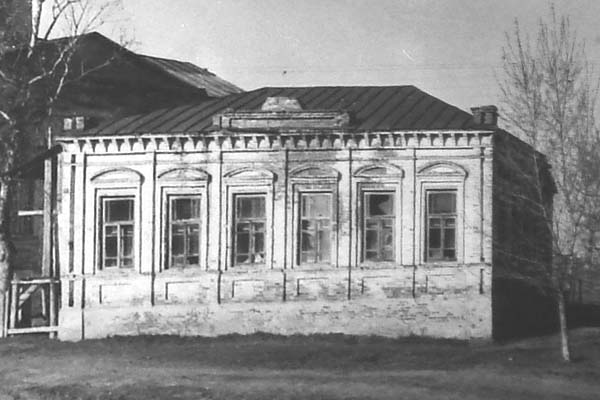
Церковно-приходская школа в Дракино (фотография 1900 года)

В уезде было 4 врачебных округа. Больница одна в городе, врачи сельских участков имели только амбулатории. На каждый участок имелся фельдшер и акушерка. Земская богадельня в городе.
Уездное земство содержало 23 начальных училища, в которых училось в 1899 году 1238 мальчиков и 108 девочек. Кроме того, в уезде (без города) было 39 церковно-приходских школ и 22 школы грамоты, в первых учащихся 1386 мальчиков и 288 девочек, в последних 595 мальчиков и 87 девочек. Всех учащихся в школах уезда было 3219 мальчиков и 483 девочки. Церковных православных приходов — 2 городских и 51 сельский.

## Земледелие
Землевладение определяется в 369 000 десятин (403 000 га), в том числе: казны 135 210 десятин (или 37 %), частных владельцев 55 428 десятин (15 %), крестьянских обществ 178 537 десятин (48 %), города 278 десятин. Казённое землевладение составляют лесные дачи. В частном землевладении приблизительно 4/5 дворянского и 1/5 прочих сословий. Землевладение у крестьянских обществ — общинное или мирское. Между крестьянами до 77 % бывшие государственные, остальные бывшие помещичьи. Средний надел первых почти в 2⅓ раза больше, чем у последних (у бывших государственных 5,2 десятины, у бывших помещичьих 2,2 десятины). Небольшие 9 сельских обществ бывших помещичьих крестьян получили только дарственные четверть надела. Зачисленные в разряд государственных бывшие посессионные Виндреевского завода получили немногим более 1 десятины на душу. Еще более малоземельно общество крестьян села Ширингуша, которые были посессионными частной суконной фабрики. Сельское население занимается почти сплошь хлебопашеством, частью домашними и отхожими промыслами. Неземледельческое население представляют только бывшие посессионные крестьяне. Они не владеют пахотными угодьями и не арендуют их. Из общей площади земель уезда находится: под пашней около 42 %, под лесом 47 %, под лугами и выгонами 7 % и неудобных около 4 %. Земледельческое хозяйство ведётся по трёхпольной системе. Крестьянское хозяйство преобладает над частновладельческим. Очень значительной частью владельческой пашни пользуются по найму крестьяне. Лучшие пашни нанимаются (десятинами на один посев) по 10—15 рублей, худшие по 5 рублей и дешевле за десятину. Обработка пашни сохами, в некоторых частных хозяйствах употребляются и плуги, Посевы: озимая рожь, овёс, просо, гречиха, чечевица, горох, лён и конопля (последняя на приусадебных угодьях), картофель. Пашни, по возможности, удобряются навозом. Средние урожаи: ржи 4—6 четвертей с 1 десятины, овса 6—7 четвертей. Луговые угодья остаются в естественном состоянии, потому многие неудовлетворительны. Лесному хозяйству уезда дан сильный толчок проведением Московско-Казанской железной дороги.

## Скотоводство
Скотоводство не имеет самостоятельного значения и существует только в связи с хлебопашеством. Считается рабочих лошадей около 22000, крупного рогатого скота около 23000, овец простых около 65000 и тонкорунных свыше 4000, свиней около 22000. Во всём этом числе голов скота по уезду владельческим хозяйствам принадлежит менее 10 %, весь прочий скот крестьянский. Тонкорунное овцеводство существует в двух частных экономиях. В одном имении незначительный конный завод (рысистой породы) и в одном — завод свиней (английской породы). Безлошадных крестьянских дворов не менее 22 %.
Народное продовольствие обеспечивается обязательными хлебными запасами в магазинах сельских обществ. При общем неурожае 1891—92 гг. за раздачей общественных хлебных запасов потребовались на продовольствие населения большие ссуды хлебом за счёт средств, отпущенных из государственного казначейства. По этим ссудам еще к 1899 г. оставался за крестьянами долг около 140 тыс. руб. За употреблением наибольшей части урожаев ржи и проса на собственное продовольствие, сельское население уезда сбывает на местных рынках преимущественно овёс, чечевицу, также льняное семя, пеньку. Пенька частью в уезде перерабатывается на пряжу, большая же часть идёт на известный пеньковый рынок в село Сасово соседнего Елатомского уезда. Хлеба и семя направляются с местных рынков в Москву, Петербург, Ревель, Либаву и в некоторые пункты Рязанской губернии.

## Промыслы
Главный промысел сельского населения — вырубка и вывоз строевого леса и дров, заготовляемых лесопромышленниками в местных казённых лесных дачах. В этих же дачах заняты местные плотники и пильщики, приготовляя срубы для изб, доски и тес. Лесные промыслы составляют главное занятие крестьян бывшего Виндреевского завода, не занимающихся хлебопашеством. Домашняя промышленность сосредоточивается в отдельных волостях и селениях уезда; преобладающий вид этой промышленности — поделки из дерева. Оно сосредоточено близ города Спасска в Ачадовской волости и в трёх лесных волостях на северо-западе уезда: Боково-Майданской, Анаевской, Салтыковской. Во многих селениях этих волостей имеются бондари, изготовляющие бочки, бочонки, кадки, вёдра; в некоторых — приготовляются оглобли, дуги, клещи для хомутов, рассохи, ульи (селения: Кожлотки, Булдыгино, Коргашино). В Салтыковской волости делаются спички для спичечных фабрик. Столяры изготовляют оконные рамы, простые столы, стулья, комоды, кровати (селения: Коргашино, Боковой Майдан, Горбуновка, Новая, Салтыково); колёса, телеги, сани в тех же волостях (Пичпанда, Мордовские Поляны, Жуковка, Коргашино, Анаево, Муравкино, Авдалово, Шафторка). Пользуются известностью в губернии мастера дорожных тарантасов и разных городских экипажей в Ачадовской волости (Тарханская Потьма, Крюковка, Мордовские Поляны). В южной части уезда, в селе Кирилове большое производство мочальных кулей и рогож (определяется в 100 тыс. пудов). Особенное развитие получили разные производства и промыслы в подгородных селениях (Спасско-городской волости): кожевники, сапожники, рукавичники, валяльщики, шапочники, кирпичники.; в Салтыковской волости — овчинники (Шафторка), в Боковой-Майданской — верёвочники (Боковой Майдан). Отхожие промыслы крестьян незначительны. Заводская и фабричная промышленность незначительна: 2 винокуренных завода, 1 суконная фабрика и 2 незначительных крахмальных завода. На них занято до 500 человек из крестьян ближайших селений. Годовое производство их 250—300 тыс. руб.

## Торговля
Торговля в уезде главным образом хлебная и лесная. В 1898 году выбрано торговых документов 662. Главная покупка хлебов производится в городе Спасске и в последнее время при станции Торбеево. Лесные заготовки сбываются в Москву через местные станции железных дорог. Для местного потребления торг лесными материалами производится, главным образом, в городе Спасске и в селении бывшего Виндреевского завода. Незначительный привоз хлебов для местных потребителей бывает на еженедельные базары, в селах Кирилове, Анаеве, Салтыкове, Виндрееве, Ширингуше (жители последних двух сел продовольствуются покупным хлебом). В городе Спасске значительна скупка, для дальнейшей отправки в Петербург, Москву, Нижний Новгород, так называемого «тарханного товара» — мерлушки, шкур собачьих, кошачьих, щетины, сала. Товар этот собирается мелочной покупкой по деревням, также на сельских базарах и ярмарках, торговцами, по местному «тарханами». Большая часть этих торговцев немедленно перепродают товар спасским купцам и подгородным крестьянам, из которых многие вовсе не занимаются хлебопашеством. Крестьяне некоторых волостей уезда издавна занимаются развозной торговлей чугунной посуды производства чугунолитейных заведений у города Темникова. Товар этот имеет сбыт в южных уездах Тамбовской губернии, а также в Воронежской и Саратовской губерниях.

## Бюджет
Бюджет Спасского уездного земства на 1900 год утверждён в сумме 75776 руб., в том числе сбора с земель и лесов 64092 руб. Из них: на содержание земского управления 7443 руб., на народное образование 13948 руб., на медицинскую часть 19962 руб. По раскладке Тамбовского губернского земства на 1900 год с Спасского уезда следует к поступлению губернского земского сбора 28840 руб. Недоимок (1898 г.) по земскому сбору 91000 руб. и по продовольственным ссудам 1891—92 гг. 140826 руб.

## Известные личности, связанные с уездом
- Ахромеев, Сергей Фёдорович (1923—1991) — советский военный деятель, Маршал Советского Союза, Герой Советского Союза. Родился в селе Виндрей.
- Новиков-Прибой, Алексей Силыч (1877—1944) — советский писатель-маринист. Родился в селе Матвеевское.
- Хохлов, Павел Акинфиевич (1854—1919) — знаменитый оперный певец, родился в селе Устье Спасского уезда, в 1903—1917 годах был уездным предводителем дворянства.[8]
- Кочетков, Василий Дмитриевич — участник Сталинградской битвы, кавалер ордена Ленина, мемориальная плита с его именем установлена на Мамаевом кургане.
- Хади Такташ(1901—1931)- татарский поэт.